# Rivière Patapédia Est
Pour les articles homonymes, voir Patapédia.
La rivière Patapédia Est coule dans le territoire non organisé du Lac-des-Eaux-Mortes, dans la municipalité régionale de comté (MRC) de La Matapédia, dans la région administrative du Bas-Saint-Laurent, au Québec, au Canada.
Ce cours d'eau coule en zone forestière vers le sud-est. La partie supérieure de cette vallée constitue le prolongement vers le sud de la vallée du Lac Mitis. Un segment de 8,8 km au sud du hameau Le 30 Milles constitue la limite est de la zec du Bas-Saint-Laurent.
La rivière Patapédia Est se déverse sur la rive nord de la rivière Patapédia laquelle coule vers le sud-est, jusqu'à la rive ouest de la rivière Ristigouche. Cette dernière, à son tour, coule vers l'est jusqu'à la rive ouest de la baie des Chaleurs laquelle s'ouvre vers l'est sur le golfe du Saint-Laurent.
La partie supérieure de la rivière est desservie du côté nord par la route du 30 Milles, à partir de Saint-Zénon-du-Lac-Humqui et du côté ouest par des routes forestières de la zec du Bas-Saint-Laurent. La partie inférieure est desservie par la route forestière venant du village Le Dépôt, situé dans le territoire non organisé de Ruisseau-Ferguson.

## Géographie
La rivière Patapédia Est prend sa source en zone forestière situé dans le territoire non organisé du Lac-des-Eaux-Mortes, entre la limite nord de la zec du Bas-Saint-Laurent et le lac Mitis.
Cette source est située à :
- 4,7 km au sud-ouest du lac Mitis ;
- 16,7 km au nord-ouest de la confluence de la rivière Patapédia Est ;
- 63,3 km à l'est de l'embouchure du Lac Mistigougèche ;
- 56,8 km au sud-est du littoral sud-est du golfe du Saint-Laurent.

La rivière Patapédia Est coule sur 25,2 km généralement vers le sud-est, entièrement en territoire forestier.
À partir de sa source, la rivière Patapédia Est coule sur 25,2 km :
- 5,9 km vers le sud-est, jusqu'à un ruisseau (venant du nord) ;
- 1,7 km vers le sud-est, jusqu'à un ruisseau (venant du sud-ouest) ;
- 2,8 km vers l'est, en formant une courbe vers le nord, jusqu'à un ruisseau (venant du nord) lequel draine le Sud-Est du Lac Mitis (section du Lac Supérieur). Note : le lac Mitis comporte deux émissaires dont le plus important est du côté nord-ouest ; l'émissaire du côté sud (soit la section du Lac Supérieur) coule vers le sud pour rejoindre la rivière Patapédia Est ;
- 4,9 km vers le sud-est, jusqu'au ruisseau Grey (venant de l'ouest) dont la confluence se situe près du pont de la route forestière ;
- 3,7 km vers le sud-est, jusqu'à la limite ouest du canton de Roncevaux ;
- 2,8 km vers le sud-est, formant la limite du canton de Roncevaux et de la zec du Bas-Saint-Laurent, jusqu'au ruisseau Dunville (venant du sud-ouest) ;
- 3,4 km vers le sud-est, jusqu'à la confluence de la rivière[1].

La confluence de la rivière Patapédia Est se déverse sur la rive nord de la rivière Patapédia, à la limite est de la zec du Bas-Saint-Laurent et du territoire non organisé de Ruisseau-Ferguson (canton de Roncevaux).
Cette confluence est située à :
- 6,1 km en amont de la confluence de la rivière Meadow (venant du nord) ;
- 8,6 km au nord de la limite du Nouveau-Brunswick ;
- 32,2 km au nord-ouest de la confluence de la rivière Patapédia.

## Toponymie
Le toponyme « rivière Patapédia Est » a été officialisé le 5 décembre 1968 à la Commission de toponymie du Québec.